# Liste des sites classés et inscrits du Cantal

Le département du Cantal en rouge sur la carte

Cet article présente les sites classés et inscrits du Cantal, en France.

## Liste

### Sites classés
En 2024, le Cantal compte 7 sites classés,,.
| Site                                                       | Communes | Date                       | Superficie (ha) | Critères et notes | Coordonnées                 | Photo |
| ---------------------------------------------------------- | --- | -------------------------- | --------------- | --- | --------------------------- | ----- |
| Site d'Alleuze                                             | Alleuze | 21 novembre 1933           | 45,64           | Tout critère | 44° 57′ 30″ N, 3° 05′ 21″ E |       |
| Vallée ennoyée de la Truyère et du Bès, Garabit - Grandval | Alleuze, Anglards-de-Saint-Flour, Chaliers, Chaudes-Aigues, Fridefont, Neuvéglise-sur-Truyère, Ruynes-en-Margeride, Saint-Georges, Saint-Martial, Val d'Arcomie | 22 décembre 2022           | 10 378,25       | Tout critère Le site s'étend également sur la commune d'Albaret-le-Comtal en Lozère.                                                                                      | 44° 56′ 14″ N, 3° 07′ 10″ E |       |
| Site de la chapelle Notre-Dame du Roc-Vignonnet            | Antignac | 19 juillet 1934            | 5,42            | Tout critère La chapelle est un monument historique classé. | 45° 20′ 21″ N, 2° 31′ 58″ E |       |
| Ruines du château d'Apchon et son dyke volcanique          | Apchon | 8 juillet 1941             | 0,1             | Tout critère Le château est un monument historique inscrit. | 45° 15′ 00″ N, 2° 41′ 41″ E |       |
| Ancien couvent de la Visitation                            | Aurillac | 20 janvier 1976            | 2,83            | Tout critère | 44° 55′ 52″ N, 2° 27′ 10″ E |       |
| Massif cantalien                                           | Le Claux, Dienne, Le Falgoux, Le Fau, Laveissière, Lavigerie, Mandailles, Saint-Jacques-des-Blats, Saint-Paul-de-Salers, Saint-Projet-de-Salers                 | 6 mai 1964 23 octobre 1985 | 8 551,09        | Pittoresque La protection de 1964 ne concerne que le puy Mary ; celle de 1985 l'étend à 10 communes. Le site possède également depuis 2012 le label Grand Site de France. | 45° 07′ 02″ N, 2° 40′ 15″ E |       |
| Château de Pesteils et ses abords                          | Polminhac | 20 septembre 1973          | 7,88            | Tout critère Le château est un monument historique classé. | 44° 57′ 15″ N, 2° 34′ 34″ E |       |

### Sites inscrits

#### Sites actuels
La liste suivante recense les sites inscrits du Cantal en 2024,.
| Site                                          | Communes                                    | Date                            | Superficie (ha) | Critères et notes | Coordonnées                 | Photo |
| --------------------------------------------- | ------------------------------------------- | ------------------------------- | --------------- | --- | --------------------------- | ----- |
| Rocher de la chapelle de Bredons              | Albepierre-Bredons                          | 17 juin 1943                    | 21,34           | La chapelle est un monument historique classé.                                                                               | 45° 06′ 11″ N, 2° 52′ 22″ E |       |
| Château de La Vigne                           | Ally                                        | 24 avril 1944                   | 15,69           | Le château est un monument historique inscrit.                                                                               | 45° 10′ 32″ N, 2° 19′ 48″ E |       |
| Château du Sailhant et cascade de Basbory     | Andelat                                     | 23 octobre 1942 7 février 1945  | 23,01           | Le château est un monument historique inscrit.                                                                               | 45° 04′ 17″ N, 3° 02′ 32″ E |       |
| Pont de Cabrières et rives de la Cère         | Arpajon-sur-Cère, Roannes-Saint-Mary, Ytrac | 17 juin 1943                    | 26,19           | | 44° 52′ 39″ N, 2° 24′ 11″ E |       |
| Colline du château Saint-Étienne              | Aurillac                                    | 2 octobre 1974                  | 1,37            | Le château est un monument historique inscrit.                                                                               | 44° 56′ 04″ N, 2° 26′ 47″ E |       |
| Quartiers anciens d'Aurillac                  | Aurillac                                    | 25 février 1976                 | 27,98           | | 44° 55′ 50″ N, 2° 26′ 39″ E |       |
| Rocher de Carlat                              | Carlat                                      | 17 janvier 1944                 | 26,68           | | 44° 53′ 25″ N, 2° 33′ 51″ E |       |
| Pont d'Aynes                                  | Chalvignac                                  | 4 janvier 1945                  | 6,18            | Pont sur l'Auze. | 45° 13′ 21″ N, 2° 12′ 19″ E |       |
| Ruines du château de Miremont                 | Chalvignac                                  | 23 mai 1945                     | 27,7            | Le château est un monument historique inscrit.                                                                               | 45° 15′ 59″ N, 2° 16′ 35″ E |       |
| Roche de Landeyrat                            | Landeyrat                                   | 6 mars 1972                     | 8,91            | | 45° 16′ 25″ N, 2° 52′ 21″ E |       |
| Château de Val, parc et chapelle Saint-Blaise | Lanobre                                     | 2 août 1943                     | 2,51            | Le château est un monument historique classé.                                                                                | 45° 26′ 34″ N, 2° 30′ 22″ E |       |
| Bourg ancien de Laroquebrou                   | Laroquebrou                                 | 30 mai 1979                     | 21,06           | | 44° 58′ 07″ N, 2° 11′ 25″ E |       |
| Ruines du château de Madic et ses abords      | Madic                                       | 4 janvier 1945                  | 8,12            | | 45° 22′ 56″ N, 2° 27′ 21″ E |       |
| Château de La Voulte                          | Marmanhac                                   | 24 janvier 1944                 | 13,91           | Le château est un monument historique inscrit.                                                                               | 45° 00′ 17″ N, 2° 29′ 24″ E |       |
| Plateaux de Saint-Victor et de Chalet         | Massiac                                     | 18 juin 1965                    | 24,52           | Deux zones : autour du site néolithique et protohistorique de Saint-Victor, et autour du site médiéval du plateau de Chalet. | 45° 16′ 18″ N, 3° 11′ 47″ E |       |
| Site de Chastel-Marlhac                       | Le Monteil, Vebret                          | 22 juillet 1996                 | 316,03          | | 45° 19′ 39″ N, 2° 30′ 52″ E |       |
| Site du Puy de l'Arbre                        | Montsalvy                                   | 19 janvier 1943 26 octobre 1972 | 15,59           | | 44° 42′ 50″ N, 2° 30′ 15″ E |       |
| Centre urbain de Murat                        | Murat                                       | 24 mai 1982                     | 354,05          | | 45° 06′ 49″ N, 2° 52′ 08″ E |       |
| Chapelle Saint-Antoine de Chastel-sur-Murat   | Murat                                       | 9 mars 1943                     | 10,24           | La chapelle est un monument historique classé.                                                                               | 45° 07′ 23″ N, 2° 51′ 18″ E |       |
| Château de Cologne et ses abords              | Naucelles                                   | 5 février 1943                  | 6,33            | | 44° 56′ 40″ N, 2° 23′ 39″ E |       |
| Château de Branzac et ses abords              | Pleaux                                      | 28 janvier 1944                 | 21,25           | Le château est un monument historique classé.                                                                                | 45° 06′ 48″ N, 2° 19′ 27″ E |       |
| Lande d'Enchanet                              | Pleaux                                      | 7 juin 1944                     | 27,37           | | 45° 05′ 13″ N, 2° 11′ 43″ E |       |
| Château de Vixouze et ses abords              | Polminhac                                   | 18 janvier 1943                 | 17,92           | Le château est un monument historique inscrit.                                                                               | 44° 56′ 29″ N, 2° 35′ 34″ E |       |
| Propriété et château de Messilhac             | Raulhac                                     | 28 janvier 1944                 | 19,59           | Le château est un monument historique classé.                                                                                | 44° 52′ 30″ N, 2° 38′ 05″ E |       |
| Roc et chapelle Notre-Dame-du-Château         | Saignes                                     | 21 février 1944                 | 0,74            | La chapelle est un monument historique classé.                                                                               | 45° 20′ 01″ N, 2° 28′ 49″ E |       |
| Saint-Étienne-de-Maurs et ses abords          | Saint-Étienne-de-Maurs                      | 7 février 1944                  | 37,38           | | 44° 43′ 48″ N, 2° 13′ 11″ E |       |
| Calvaire et ses abords                        | Saint-Flour                                 | 2 février 1943                  | 11,59           | | 45° 02′ 18″ N, 3° 05′ 06″ E |       |
| Cours Spy-des-Ternes                          | Saint-Flour                                 | 22 janvier 1947                 | 4,61            | | 45° 02′ 05″ N, 3° 05′ 21″ E |       |
| Ensemble des orgues basaltiques               | Saint-Flour                                 | 24 août 1942                    | 2,69            | | 45° 01′ 57″ N, 3° 04′ 55″ E |       |
| Partie est de la ville de Saint-Flour         | Saint-Flour                                 | 4 avril 1945                    | 8,24            | | 45° 02′ 00″ N, 3° 05′ 47″ E |       |
| Site de Notre-Dame du Château                 | Saint-Martin-Cantalès                       | 1er février 1934                | 25,74           | | 45° 05′ 55″ N, 2° 17′ 55″ E |       |
| Château de Lalaubie et partie du village      | Saint-Simon                                 | 23 mai 1943                     | 8,79            | Le château est un monument historique inscrit.                                                                               | 44° 58′ 14″ N, 2° 30′ 02″ E |       |
| Ensemble urbain de Salers                     | Salers                                      | 11 février 1943                 | 27,12           | | 45° 08′ 16″ N, 2° 29′ 42″ E |       |
| Cascade de Salins                             | Salins                                      | 13 septembre 1943               | 19,91           | | 45° 11′ 15″ N, 2° 23′ 57″ E |       |
| Château de Mazerolles et ses abords           | Salins                                      | 20 juillet 1944                 | 26,45           | Le château est un monument historique inscrit.                                                                               | 45° 11′ 16″ N, 2° 22′ 43″ E |       |
| Château de Sourniac                           | Sourniac                                    | 27 août 1943 14 janvier 1944    | 8,44            | Le château est un monument historique inscrit.                                                                               | 45° 16′ 43″ N, 2° 21′ 04″ E |       |
| Cascade de Faillitoux                         | Thiézac                                     | 28 janvier 1942                 | 0,01            | | 45° 01′ 57″ N, 2° 38′ 52″ E |       |
| Cascade du Pas de Cère                        | Thiézac                                     | 28 janvier 1942                 | 0,01            | | 44° 59′ 47″ N, 2° 38′ 44″ E |       |
| Cascade de la Roucolle                        | Thiézac                                     | 28 janvier 1942                 | 0,01            | | 45° 00′ 06″ N, 2° 38′ 58″ E |       |
| Château d'Anjony et village de Tournemire     | Tournemire                                  | 31 décembre 1942                | 15,27           | Le château est un monument historique classé.                                                                                | 45° 03′ 15″ N, 2° 28′ 46″ E |       |
| Lacs de Lastioulles et de la Crégut           | Trémouille                                  | 25 mars 1973                    | 560,42          | Le site s'étend également sur Saint-Genès-Champespe dans le Puy-de-Dôme.                                                     | 45° 24′ 04″ N, 2° 40′ 07″ E |       |
| Château de Couzan et ses abords               | Vebret                                      | 4 avril 1945                    | 3,91            | Le château est un monument historique inscrit.                                                                               | 45° 21′ 27″ N, 2° 32′ 25″ E |       |
| Cascade de la Conche                          | Vic-sur-Cère                                | 28 janvier 1942                 | 0,01            | | 44° 59′ 00″ N, 2° 37′ 18″ E |       |

#### Anciens sites
Deux sites du Cantal, précédemment inscrits, ont été radiés en 2022 :
- Aurillac : colline du Buis (requalifiée en site patrimonial remarquable)
- Polminhac : château de Pesteils et ses abords (requalifié en périmètre d'abords de monument historique)